# Cardassians (Star Trek: Deep Space Nine)
"Cardassians" és el cinquè episodi de la segona temporada de la sèrie de televisió de ciència-ficció estatunidenca Star Trek: Deep Space Nine, el 25è de tota la sèrie. Originalment es va emetre en redifusió a partir del 25 d'octubre de 1993. L'episodi va ser dirigit per Cliff Bole en base a un guió de James Crocker.
Ambientada al segle XXIV, la sèrie segueix les aventures a Espai Profund 9, una estació espacial situada prop d'un forat de cuc estable entre els Quadrants Alfa i Gamma de la Via Làctia, prop del planeta Bajor, mentre els bajorans es recuperen d'una brutal ocupació de dècades pels imperialistes cardassians. En aquest episodi, l'exespia cardassià Garak i el Dr. Julian Bashir investiguen la identitat d'un noi cardassià criat per pares bajorans.

## Argument
Quan Garak veu un noi cardassià a Espai Profund 9, decideix presentar-se, però el noi, Rugal, li mossega a la mà. El noi ha estat criat per pares bajorans i se li ha ensenyat a odiar i témer els cardassians. Els seus pares adoptius afirmen que ja no el consideren un cardassià, però les acusacions d'abús infantil condueixen a una investigació sobre la família. Gul Dukat, l'oficial cardassià que era el prefecte de Bajor durant l'ocupació, diu al comandant de DS9 Benjamin Sisko que està intentant portar cardassians orfes de Bajor i que el descobriment de Rugal reforçarà el seu cas. Miles i Keiko O'Brien acorden cuidar de Rugal durant la investigació, i Rugal ajuda a Miles a superar els seus prejudicis contra els cardassians.
Garak, sospitant (o potser sabent) que hi ha més en aquesta sèrie d'esdeveniments del que sembla, persuadeix Bashir perquè demani permís a Sisko per permetre'ls viatjar a Bajor i investigar. Sisko concedeix la petició després que Dukat l'informi que Rugal és fill d'un destacat polític civil cardassià, Kotan Pa'Dar. Garak i Bashir investiguen registres d'un orfenat que va acollir orfes cardassians quan va acabar l'ocupació. Garak suggereix que la situació està relacionada amb un conflicte entre interessos militars i civils a Cardàssia: Pa'Dar és un rival polític de Dukat, ja que li va costar a Dukat el càrrec de prefecte en ordenar la retirada cardassiana de Bajor.
De tornada a l'estació, Pa'Dar arriba per saludar Rugal, però el noi no el recorda i anomena Pa'Dar un "carnisser cardassià". Independentment d'això, Pa'Dar vol que el seu fill torni, però el pare adoptiu de Rugal es nega a renunciar-hi.
S'estableix un tribunal formal, encapçalat per Sisko, que es considera un àrbitre neutral. Dukat assisteix a l'audiència posterior. Mentrestant, a Bajor, Garak i Bashir localitzen la dona que va acollir Rugal a l'orfenat, que recorda que una dona cardassiana vinculada a Terok Nor (el nom cardassià de DS9) li va portar Rugal.
Bashir interromp l'audiència, al·legant que el descobriment de Rugal formava part d'una conspiració planejada per Dukat des del principi: que Dukat va ordenar a un dels seus subordinats que deixés Rugal enrere sabent que el noi algun dia seria trobat i que, com a resultat, Pa'Dar seria humiliat. Un cop descobert el complot, Dukat surt de l'habitació enfurismat; Sisko atorga la custòdia del noi a Pa'Dar, que tranquil·litza Sisko dient-li que Dukat mai revelarà el que va passar ara que ell també ha estat humiliat. Més tard, Bashir i Garak s'asseuen a dinar, i Bashir li pregunta a Garak la veritat sobre la seva història amb Dukat. Garak somriu i li diu que es fixi en els detalls, que compara amb les molles escampades per la taula.

## Actors convidats
- Andrew Robinson - Elim Garak
- Rosalind Chao - Keiko O'Brien
- Marc Alaimo - Gul Dukat
- Robert Mandan - Kotan Pa'Dar
- Terrence Evans - Proka
- Vidal Peterson - Rugal
- Dion Anderson - Zolan
- Sharon Conley - Jomat Luson
- Karen Hensel - Deela
- Jillian Ziesmer - Asha

## Adaptacions
Una McCormack va publicar la novel·la no canònica The Never-Ending Sacrifice el 2009, que és una seqüela directa de Cardassians i segueix la vida de Rugal durant els vuit anys següents.

## Recepció
Keith DeCandido va qualificar "Cardassians" a "tor.com" el 2013 com un episodi normal de "Star Trek: Deep Space Nine", que en realitat té molts elements positius. Entre ells, va incloure la idea bàsica, que explica els emocionants embolics polítics entre els bajorans i els cardassians. També va pensar que el retorn d'Andrew Robinson com a Garak va ser fantàstic. També va pensar que Rosalind Chao va fer una de les seves millors actuacions com a Keiko O'Brien, acusant el seu marit Miles del seu racisme envers Rugal, cosa que finalment el porta a conèixer millor el noi. DeCandido va trobar incomprensible que la bajorana Kira Nerys no tingui un paper significatiu en aquest episodi. Va trobar el final, en què Sisko decideix que Rugal hauria de tornar amb el seu pare cardassià biològic, extremadament negatiu, desafiant així els desitjos del seu pare adoptiu bajorà i ignorant la profunda aversió repetidament expressada per Rugal cap a altres cardassians.

## Llançaments
"Cardassians" i "Melora" es van publicar junts en una sola cinta VHS, Star Trek: Deep Space Nine Vol. 13 – Cardassians/Melora.
Es va publicar en LaserDisc al Japó el 6 de juny de 1997 com a part de la col·lecció de mitja temporada 2nd Season Vol. 1, que tenia 7 discs de 12" de doble cara. Els discs tenien pistes d'àudio en anglès i japonès.
L'1 d'abril de 2003, la segona temporada de Star Trek: Deep Space Nine es va publicar en discs de vídeo DVD, amb 26 episodis en set discs.
Aquest episodi es va publicar el 2017 en DVD amb la caixa completa de la sèrie, que tenia 176 episodis en 48 discs.